# ماری بلر
ماری بلر (به انگلیسی: Mary Blair)، (۲۱ اکتبر ۱۹۱۱ - ۲۶ ژوئیه ۱۹۷۸)، هنرمند آمریکایی است که به واسطهٔ همکاری‌هایش با شرکت والت دیزنی و آثارش در زمینهٔ هنر مفهوم شناخته می‌شود.
ماری براون رابینسون در ۲۱ اکتبر ۱۹۱۱ در شهر مک‌آلستر ایالت اکلاهاما به‌دنیا آمد. در همان خردسالی به تگزاس و سپس در ۷ سالگی به کالیفرنیا مهاجرت کرد. وی پس از فارغ‌التحصیلی از کالج ایالتی سن‌خوزه برنده بورس تحصیلی از مؤسسه هنری کوینارد در لس‌آنجلس شد. ماری در ۱۹۳۴ با هنرمند دیگری به نام لی اورت بلر (به انگلیسی: Lee Everett Blair) ازدواج کرد.

## زندگی هنری
ماری بلر به دلیل پویانمایی‌هایی که برای شرکت والت دیزنی ساخت مشهور شد. وی همچنین برای فیلمهای انیمیشن مانند آلیس در سرزمین عجایب، پیترپن، آوای جنوب و سیندرلا نقاشی کرده‌است. بلز همچنین شخصیت‌هایی را برای کشتی دنیای کوچک پارک دیزنی لند طراحی کرده‌است.
بسیاری از کتاب‌های کودکان که وی تصویرگری آنها را انجام داده‌است از دهه پنجاه میلادی تاکنون هنوز به چاپ می‌رسند. در سال ۱۹۹۱ از وی به عنوان افسانه دیزنی تمجید شد.